# Трайс-Карден
Трайс-Карден (нем. Treis-Karden) — община в Германии, в земле Рейнланд-Пфальц. 
Входит в состав района Кохем-Целль. Подчиняется управлению Трайс-Карден.  Население составляет 2233 человека (на 31 декабря 2010 года). Занимает площадь 31,34 км².
Коммуна подразделяется на 2 сельских округа.